# Cerna vára
Cerna vára (horvátul: Utvrda Cerna) egy középkori várhely Horvátországban, a Vukovár-Szerém megyei Gradistye település területén. 

## Fekvése
A Repovac és a Berava összefolyásától kissé távolabb a később a Bosutba ömlő Berava jobb oldalán fekvő sík területen van egy kétcsúcsú kiemelkedés. Az egyik 108, a másik 103 méteres tengerszint feletti magasságú. A vár valószínűleg mind a két csúcsra, így az egész területre kiterjedt. A helyet a Repovac, Berava és Bosut vízfolyások vették körül, amelyek így egy szigetet teremtettek, amely körül magas vízállás alatt sok volt a víz.

## Története
Cernát 1408-ban új adományul kapták a Garaiak, akik 1432-ben és 1507-ben is birtokolták. 1432-ben „Czewerna castella” Garai Miklós nádor birtoka volt. A család nádori ágának kihalását követően a Garai Bánﬁak birtokolták. 1495. január 11-én ostrommal foglalta el a király hadvezére Geréb Péter. 1495. február 20-án a Gerébek és Váradi Péter kalocsai érsek kaptak rá királyi adományt. Geréb Péter 1503-as halálát követően Corvin János vette zálogba több egykori Geréb birtokkal együtt az Ernuszt ﬁvérektől. A Garai család 1507-es kihalásakor Cernát királyi adományként új tulajdonosok, Nagypói és Zay családok kapták. Zay Ferenc ugyanebben az évben megvásárolta az ivánkaszentgyörgyi birtokot is, így e két nagy uradalom a közelgő török veszély előtt egy kézbe került.
A törökök a Bosut és a Duna közötti területet 1526-1536 között foglalták el. 1526-os első hadjáratuk során meghódították az egész Dunamenti területet Vinkovcéig, de a Bosutmentének egész jobb oldala, valamint a Vinkovcétól és Cernától nyugatra fekvő egész terület még keresztény kézben maradt. 1536-ig fokozatosan vették birtokba a Száva, a Duna és a Dráva alsó folyása közötti területeket. Valójában az egész térségben nem volt valódi ellenállás és a lakosság szinte veszteségek nélkül került a török uralom alá. A térség lényegében 1691-ig török uralom alatt állt. A vár valószínűleg a felszabadító harcok során pusztult el.